# Johannes von Epiphaneia
Johannes von Epiphaneia war ein spätantiker Geschichtsschreiber, der im 6. Jahrhundert lebte.

## Leben und Werk
Johannes stammte aus Epiphaneia in Syrien, war Christ und ein Cousin des Euagrios Scholastikos. Johannes hatte offenbar eine gute Ausbildung genossen, zu der auch ein Studium der Rechte gehörte. 590 war er als Rechtsbeistand (consiliarius) Gregors tätig, des Patriarchen von Antiocheia. In diesem Zusammenhang erlebte Johannes die Flucht des persischen Großkönigs Chosrau II. in das Römerreich mit und traf wohl sogar mit ihm zusammen. Chosrau erlangte durch die Unterstützung des oströmischen Kaisers Maurikios den Thron zurück, Johannes selbst dürfte auch Persien besucht haben.
Johannes verfasste ein Geschichtswerk, das den Perserkrieg zur Zeit Justins II. und des Maurikios beschrieb, wobei er sich unter anderem auf Menander Protektor stützte, ansonsten aber wohl auch Zeitzeugen selbst befragen konnte. Euagrios kannte das Werk des Johannes und wird es wohl benutzt haben, wenngleich Euagrios an einer Stelle in seiner Kirchengeschichte gegen dessen Darstellung zu polemisieren scheint. Johannes’ Geschichtswerk wurde von Theophylaktos Simokates ausgiebig benutzt; so stützte sich Theophylaktos unter anderem bei der Schilderung der Flucht Chosraus zu den Römern vor allem auf die Darstellung des Johannes. Von dem Werk des Johannes ist uns jedoch nur ein Fragment erhalten, welches das Proömium und den Anfang des ersten Buches umfasst (überliefert im Codex Vaticanus Graecus 1065). Johannes bemühte sich in Anlehnung an Thukydides um eine klare Sprache und sah sich offenbar in der Tradition der spätantiken klassizistischen Geschichtsschreiber.
Noch im 12. Jahrhundert wurden die Historien des Johannes offenbar gelesen, denn Anna Komnena zitiert ihn fast wörtlich in ihrem Werk Alexias.

## Ausgaben und Übersetzungen
Eintrag in Clavis Historicorum Antiquitatis Posterioris (CHAP).
- Geoffrey B. Greatrex, Samuel N.C. Lieu: The Roman Eastern Frontier and the Persian Wars. Part II AD 363–630. A narrative sourcebook. Routledge, London und New York 2002, S. 351 (Quellenindex, siehe Joh. Epiph.).
- Carl Müller: Fragmenta historicorum graecorum. Bd. 4. Paris 1851, S. 272–276 (online).